# المشرعة (بني عبد الله)

تعديل مصدري - تعديل

المشرعة محلة تابعة لقرية المركبة، التابعة لعزلة بني عبد الله بمديرية ذي السفال إحدى مديريات محافظة إب في الجمهورية اليمنية، بلغ تعداد سكانها 61 حسب تعداد اليمن لعام 2004.